# Caso del Caracazo vs. Venezuela
El caso del Caracazo vs. Venezuela es una sentencia de la Corte Interamericana de Derechos Humanos del 29 de agosto de 2002 sobre el reconocimiento de responsabilidad internacional de Venezuela por el uso desproporcionado de la fuerza en contra de los habitantes de la ciudad de Caracas por parte de agentes militares y policiales durante el Caracazo de 1989, así como el empleo de mecanismos institucionales para asegurar la impunidad de los hechos. La Corte condenó la actuación del gobierno. 

## Hechos
Los hechos del caso ocurrieron el 27 de febrero de 1989. Un número indeterminado de personas iniciaron una serie de disturbios en la ciudad de Caracas. El control de la situación estuvo a cargo de las fuerzas militares, quienes reprimieron los actos de violencia, generando la muerte y lesiones de varias personas. Las fuerzas militares estaban integradas por jóvenes de 17 y 18 años que fueron equipados con armas de asalto y vehículos blindados. El 28 de febrero de 1989 el Poder Ejecutivo ordenó la suspensión de algunas garantías establecidas en la Constitución venezolana. Las Fuerzas Armadas de Venezuela, durante los 23 días que duró la suspensión de garantías y,  particularmente, a partir del 1 de marzo de 1989, tuvieron el control del territorio y de la población; también dispusieron para los primeros días un toque de queda que obligaba a la personas a permanecer en sus casas entre las 6 p. m. y 6 a. m. La mayoría de las 44 muertes fueron ocasionadas por disparos indiscriminados realizados por los agentes militares mientras que otras fueron el resultado de ejecuciones extrajudiciales. Después de nueve años de haberse practicado las exhumaciones, las investigaciones permanecían en la etapa sumarial del proceso.

## Procedimiento
La petición ante la Comisión Interamericana de Derechos Humanos fue presentada el 28 de marzo de 1995, y su informe de fondo fue publicado el 1 de octubre de 1998. La Comisión solicitó a la Corte que declarase la responsabilidad internacional del Estado de Venezuela por la presunta violación de los derechos reconocidos en los siguientes artículos de la Convención Americana sobre Derechos Humanos: 4.1, 5, 7, 8.1, 25.1 y 25.2.a y 27.3 en relación con los  artículos 2 y 1.1 del mismo instrumento, en perjuicio de las 44 víctimas citadas en el párrafo 1 de la Sentencia de Fondo. El caso fue remitido a la Corte Interamericana el 7 de junio de 1999 y la misma determinó ser competente para conocer el caso dado que Venezuela era Estado Parte en la Convención Americana desde el 9 de agosto de 1977 y reconoció la competencia obligatoria de la Corte el 24 de junio de 1981. La audiencia ante la Corte tuvo lugar el 10 de noviembre de 1999. El Estado realizó un reconocimiento total de responsabilidad internacional, el cual fue aceptado por la Corte.

## Reparaciones
- La Corte decide,

Que el Estado debe emprender una investigación efectiva de los hechos de este caso, identificar a los responsables de los mismos, tanto materiales como intelectuales, así como a los eventuales encubridores, y sancionarlos administrativa y penalmente según corresponda; que los familiares de las víctimas y las víctimas sobrevivientes deberán tener pleno acceso y capacidad de actuar, en todas las etapas e instancias de dichas investigaciones, de conformidad con la ley interna y las normas de la Convención Americana sobre Derechos Humanos; y que los resultados de las investigaciones deberán ser públicamente divulgados. 
- Que el Estado debe localizar, exhumar, identificar mediante el uso de técnicas e instrumentos idóneos, y entregar a sus familiares, los restos mortales de las dieciocho víctimas determinadas en los párrafos 121 y 124 a 126 de la Sentencia de Reparaciones y Costas.
- Que los costos de las inhumaciones, en el lugar escogido por sus familiares, de los restos mortales de las personas a que se refiere el punto resolutivo anterior, deberán correr a cargo del Estado. 
- Que el Estado debe adoptar todas las providencias necesarias para evitar que vuelvan a repetirse las circunstancias y los hechos del presente caso de conformidad con lo cual,  
a) adoptará las medidas necesarias  para formar y capacitar a todos los miembros de sus cuerpos armados y de sus organismos de seguridad sobre los principios y normas de protección de los derechos humanos y sobre los límites a los que debe estar sometido, aun bajo los estados de excepción, el uso de las armas por parte de los funcionarios encargados de hacer cumplir la ley; 
b) ajustará los planes operativos tendientes a encarar las perturbaciones del orden público a las exigencias del respeto y protección de tales derechos, adoptando, al efecto, entre otras medidas, las orientadas a controlar la actuación de todos los miembros de los cuerpos de seguridad en el terreno mismo de los hechos para evitar que se produzcan excesos; y 
c) garantizará que, de ser necesario emplear medios físicos para enfrentar las situaciones de perturbación del orden público, los miembros de sus cuerpos armados y de sus organismos de seguridad utilizarán únicamente los que sean indispensables para controlar esas situaciones de manera racional y proporcionada, y con respeto al derecho a la vida y a la integridad personal; 

- Que el Estado debe publicar dentro de un plazo razonable, en el Diario Oficial y en un diario de amplia circulación nacional, al menos por una vez, el capítulo I denominado Introducción de la Causa, párrafo 1 literales a), b), c), d), e), f) y (a) y los puntos resolutivos contenidos en el capítulo VII de la Sentencia de Fondo y los párrafos 66 a 66.16 de la Sentencia de Reparaciones y Costas.
- Que el Estado debe pagar, por concepto de indemnización del daño material, la cantidad total de US$1.559.800,00 (un millón quinientos cincuenta y nueve mil ochocientos dólares de los Estados Unidos de América) o su equivalente en moneda venezolana. 
- Que el Estado debe pagar, por concepto de compensación del daño inmaterial, la cantidad de US$3.921.500,00 (tres millones novecientos veintiún mil quinientos dólares de los Estados Unidos de América) o su equivalente en moneda venezolana.
- Que el Estado debe pagar al Comité de Familiares de las Víctimas de los Sucesos de Febrero - Marzo de 1989 (COFAVIC) como reintegro de los gastos y costas generados por las actuaciones ante la jurisdicción interna y ante el sistema interamericano, la cantidad de US$75.000,00 (setenta y cinco mil dólares de los Estados Unidos de América) y la cantidad de US$10.000,00 (diez mil dólares de los Estados Unidos de América) para cubrir los gastos que causen en el futuro las gestiones relacionadas con el cumplimiento de la presente Sentencia, y que debe pagar a Centro por la Justicia y el Derecho Internacional (CEJIL), como reintegro de los gastos y costas generados por las actuaciones ante el sistema interamericano, la cantidad de US$1.000,00 (un mil dólares de los Estados Unidos de América). 
- Que los pagos dispuestos en la Sentencia de Reparaciones y Costas estarán exentos de cualquier gravamen o impuesto existente o que llegue a existir en el futuro. 
- Que el Estado debe cumplir las medidas de reparación ordenadas en la Sentencia de Reparaciones y Costas dentro de los doce meses contados a partir de su notificación, excepto en lo relativo al punto resolutivo 9.c de la misma. 
- Que el Estado debe rendir a la Corte Interamericana de Derechos Humanos cada seis meses, a partir de la notificación de la Sentencia de Reparaciones y Costas, un informe sobre las medidas tomadas para darle cumplimiento. 

- Que supervisará el cumplimiento de la Sentencia de Reparaciones y Costas y dará por concluido el presente caso una vez que el Estado haya dado cabal cumplimiento de lo dispuesto en ella.

## Reacción del Estado
El Estado se comprometió a indemnizar a las víctimas, hecho cumplido parcialmente en el año 2004 con aquellas víctimas representadas por la organización de derechos humanos Cofavic. Sin embargo, a finales de 2006 el gobierno de Hugo Chávez, a través del Ministerio de Interior y Justicia, anunció mecanismos para indemnizar también a las víctimas que no tuvieron acceso a la Corte Interamericana.